# Le Chesnois
Le Chesnois is een buurtschap in het Franse departement Ardennes in de gemeente Escombres-et-le-Chesnois.